# Dexia inappendiculata
Dexia inappendiculata är en tvåvingeart som beskrevs av Austen 1909. Dexia inappendiculata ingår i släktet Dexia och familjen parasitflugor. Inga underarter finns listade i Catalogue of Life.